# Melanione

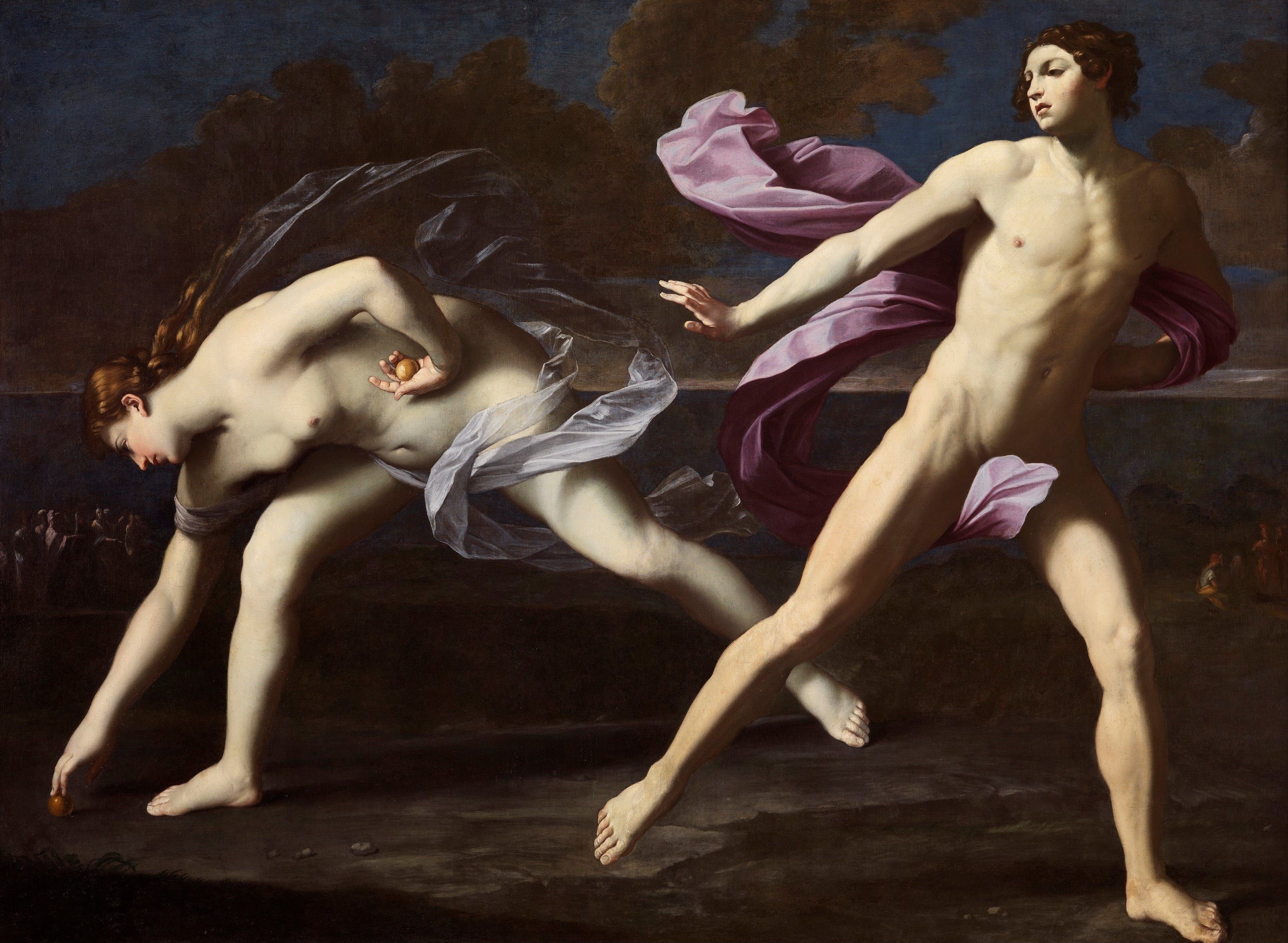
Atalanta e Ippomene, opera di Guido Reni (1620-25; Napoli, Museo nazionale di Capodimonte).

Melanione ("Cacciatore nero") o Ippomene è una figura della mitologia greca, era figlio di Onchestrio.

## Mitologia
Melanione si innamorò di Atalanta e supplicò Afrodite di aiutarlo. Atalanta sottoponeva tutti i suoi pretendenti ad una prova di corsa, uccidendo tutti quelli che non riuscivano a batterla.
Afrodite diede a Melanione tre mele d'oro e gli indicò come utilizzarle. Per tre volte Melanione ne fece cadere una durante la corsa: tutte le volte Atalanta si fermò per raccoglierle, permettendo a Melanione di vincere e sposare la principessa.
Melanione si mostrò ingrato verso la dea che l'aveva aiutato. Artemide li indusse a profanare un tempio di Cibele e Afrodite li punì trasformandoli in leoni.
Alcuni autori indicano che dalla loro unione nacque Partenopeo.